# Гожов Велкополски
Го̀жов Велкопо̀лски или Го̀жув Велкопо̀лски (на полски: Gorzów Wielkopolski; на немски: Landsberg an der Warthe) е град в Западна Полша, една от столиците на Любушко войводство. Административен център е на Гожовски окръг, без да е част от него. Самият град е обособен в отделен окръг (повят) с площ 85,72 км2.

## География
Градът се намира в историческата област Великополша. Разположен е в северната част на войводството край река Варта.

## Население
Населението на града възлиза на 124 554 души (2012). Гъстотата е 1453 души/км2.
Демографско развитие:

## Фотогалерия
- Пощата
- Мост над Варта
- Музей „Спихлеж“